# 長野県道230号青木東鼎線
長野県道230号青木東鼎線（ながのけんどう230ごう あおきひがしかなえせん）は、長野県飯田市を走る一般県道。

## 概要

### 路線データ
- 起点：飯田市大字鼎切石字青木（妙琴公園入口交差点、国道256号交点）
- 終点：飯田市大字鼎東鼎（東鼎交差点、国道151号・国道153号側道交点）

## 交差する道路
- 国道256号（国道153号旧道、起点）
- 国道151号（終点）
- 国道153号飯田バイパス側道（終点）